# Mistrzostwa Świata Juniorów w Narciarstwie Alpejskim 2010
29. Mistrzostwa świata juniorów w narciarstwie alpejskim odbyły się w dniach 31 stycznia - 5 lutego 2010 r. we francuskim regionie Mont Blanc w departamencie Górna Sabaudia. Rozegrano po 5 konkurencji dla kobiet i mężczyzn. Gigant rozegrano w Les Houches, zjazd i supergigant w Megève, a slalom w Les Planards koło Chamonix  W klasyfikacji medalowej triumfowała reprezentacja gospodarzy, której zawodnicy zdobyli 4 złote i 1 srebrny medal. Najwięcej medali, siedem, zdobyli reprezentanci Norwegii: 2 złote, 3 srebrne i 2 brązowe.

## Wyniki
| Pozycja | Zawodnik          | Narodowość | Czas    |
| ------- | ----------------- | ---------- | ------- |
|         | Mattia Casse      | Włochy     | 1:19,32 |
|         | Frederic Berthold | Austria    | 1:19,43 |
|         | Boštjan Kline     | Słowenia   | 1:19,45 |
| 4.      | Kelby Halbert     | Kanada     | 1:19,55 |
| 5.      | Manuel Wieser     | Austria    | 1:19,72 |
| 6.      | Klaus Brandner    | Niemcy     | 1:19,86 |

| Pozycja | Zawodniczka             | Narodowość | Czas    |
| ------- | ----------------------- | ---------- | ------- |
|         | Jéromine Géroudet       | Francja    | 1:20,89 |
|         | Jessica Depauli         | Austria    | 1:21,88 |
|         | Lotte Smiseth Sejersted | Norwegia   | 1:22,05 |
| 4.      | Isabelle Stiepel        | Niemcy     | 1:22,06 |
| 5.      | Wendy Holdener          | Szwajcaria | 1:22,15 |
| 6.      | Sofia Goggia            | Włochy     | 1:22,23 |

| Pozycja | Zawodnik          | Narodowość | Czas    |
| ------- | ----------------- | ---------- | ------- |
|         | Maxence Muzaton   | Francja    | 1:29,71 |
|         | Espen Lysdahl     | Norwegia   | 1:29,94 |
|         | Mattia Casse      | Włochy     | 1:30,18 |
| 4.      | Jonas Fravi       | Szwajcaria | 1:30,36 |
| 5.      | Alexis Pinturault | Francja    | 1:30,57 |
| 6.      | Nico Caprez       | Szwajcaria | 1:30,73 |

| Pozycja | Zawodniczka       | Narodowość    | Czas    |
| ------- | ----------------- | ------------- | ------- |
|         | Marine Gauthier   | Francja       | 1:32,21 |
|         | Jéromine Géroudet | Francja       | 1:32,29 |
|         | Michelle Morik    | Austria       | 1:32,58 |
| 4.      | Lena Dürr         | Niemcy        | 1:32,72 |
| 5.      | Tamara Tippler    | Austria       | 1:32,84 |
| 6.      | Barbara Hoop      | Liechtenstein | 1:32,89 |

| Pozycja | Zawodnik           | Narodowość | Czas    |
| ------- | ------------------ | ---------- | ------- |
|         | Mathieu Faivre     | Francja    | 2:17,55 |
|         | Stefan Luitz       | Niemcy     | 2:18,32 |
|         | Espen Lysdahl      | Norwegia   | 2:18,51 |
| 4.      | Vincent Kriechmayr | Austria    | 2:18,55 |
| 5.      | Victor Malmström   | Finlandia  | 2:18,58 |
| 6.      | Will Gregorak      | USA        | 2:18,63 |

| Pozycja | Zawodniczka             | Narodowość | Czas    |
| ------- | ----------------------- | ---------- | ------- |
|         | Mona Løseth             | Norwegia   | 1:38,34 |
|         | Federica Brignone       | Włochy     | 1:38,71 |
|         | Lena Dürr               | Niemcy     | 1:38,71 |
| 4.      | Evelyn Pernkopf         | Austria    | 1:39,02 |
| 5.      | Lotte Smiseth Sejersted | Norwegia   | 1:39,16 |
| 6.      | Michelle Morik          | Austria    | 1:39,37 |
| 6.      | Ramona Siebenhofer      | Austria    | 1:39,37 |

| Pozycja | Zawodnik                  | Narodowość | Czas    |
| ------- | ------------------------- | ---------- | ------- |
|         | Reto Schmidiger           | Szwajcaria | 1:30,97 |
|         | Lukas Tippelreither       | Austria    | 1:31,80 |
|         | Siergiej Majtakow         | Rosja      | 1:32,01 |
| 4.      | Simen Ramberg Christensen | Norwegia   | 1:32,35 |
| 5.      | Timi Gasperin             | Słowenia   | 1:32,36 |
| 6.      | Mattia Casse              | Włochy     | 1:32,62 |

| Pozycja | Zawodniczka             | Narodowość | Czas    |
| ------- | ----------------------- | ---------- | ------- |
|         | Christina Geiger        | Niemcy     | 1:34,47 |
|         | Mona Løseth             | Norwegia   | 1:36,04 |
|         | Sara Hector             | Szwecja    | 1:36,82 |
| 4.      | Simona Hösl             | Niemcy     | 1:37,20 |
| 5.      | Ramona Siebenhofer      | Austria    | 1:37,31 |
| 6.      | Lotte Smiseth Sejersted | Norwegia   | 1:37,35 |

| Pozycja | Zawodnik                | Narodowość | Punkty |
| ------- | ----------------------- | ---------- | ------ |
|         | Colby Granstrom         | USA        | 35,04  |
|         | Jacopo di Ronco         | Włochy     | 62,50  |
|         | Kelby Halbert           | Kanada     | 62,63  |
| 4.      | Manuel Pleisch          | Szwajcaria | 65,01  |
| 5.      | Christoffer Kyllingstad | Norwegia   | 93,08  |
| 6.      | Knut Masdal             | Norwegia   | 112,00 |

| Pozycja | Zawodniczka             | Narodowość | Punkty |
| ------- | ----------------------- | ---------- | ------ |
|         | Mona Løseth             | Norwegia   | 38,85  |
|         | Lotte Smiseth Sejersted | Norwegia   | 44,56  |
|         | Jessica Depauli         | Austria    | 63,34  |
| 4.      | Nadja Vogel             | Szwajcaria | 69,31  |
| 5.      | Ragnhild Mowinckel      | Norwegia   | 75,93  |
| 6.      | Jasmin Rothmund         | Szwajcaria | 77,60  |

## Klasyfikacja medalowa
| Miejsce | Państwo           |   |   |   | złoto · srebro · brąz |
| ------- | ----------------- | - | - | - | --------------------- |
| 1.      | Francja           | 4 | 1 | 0 | 5                     |
| 2.      | Norwegia          | 2 | 3 | 2 | 7                     |
| 3.      | Włochy            | 1 | 2 | 1 | 4                     |
| 4.      | Niemcy            | 1 | 2 | 0 | 3                     |
| 5.      | Stany Zjednoczone | 1 | 0 | 0 | 1                     |
|         | Szwajcaria        | 1 | 0 | 0 | 1                     |
| 7.      | Austria           | 0 | 3 | 2 | 5                     |
| 8.      | Kanada            | 0 | 0 | 1 | 1                     |
|         | Rosja             | 0 | 0 | 1 | 1                     |
|         | Słowenia          | 0 | 0 | 1 | 1                     |
|         | Szwecja           | 0 | 0 | 1 | 1                     |